# Anton Broos
Anton Broos (Delft, 21 januari 1953) is een Nederlandse beeldhouwer en tekenaar.

## Leven en werk
Broos studeerde aan de Gerrit Rietveld Academie in Amsterdam. In 1986 ontving hij de Dordwijkprijs voor net afgestudeerde beeldende kunstenaars. Broos is werkzaam als beeldhouwer, vormgever en projectkunstenaar.

## Enkele werken in de openbare ruimte
- Golf (1989), Oude Zeeweg in Noordwijk
- Muzieklint[1] (1990), Hendrik Andriessenlaan in Oegstgeest
- 1:1 (2000) - gezeefdrukte vlaggen met een menselijk silhouet in de nok van de overkapping van het Station Amsterdam Centraal in Amsterdam
- 1:1 (2000/2001) - gezeefdrukte vlaggen met een menselijk silhouet in de nok van de overkapping van het Bahnhof Berlin Alexanderplatz in Berlijn
- Landelijk Monument Spoorwegongevallen (2004), Park Nieuweroord in Utrecht
- INSIDEOUTSIDEIN (2009) - vlaggenproject Forensisch Centrum Teylingereind in Sassenheim

## Fotogalerij

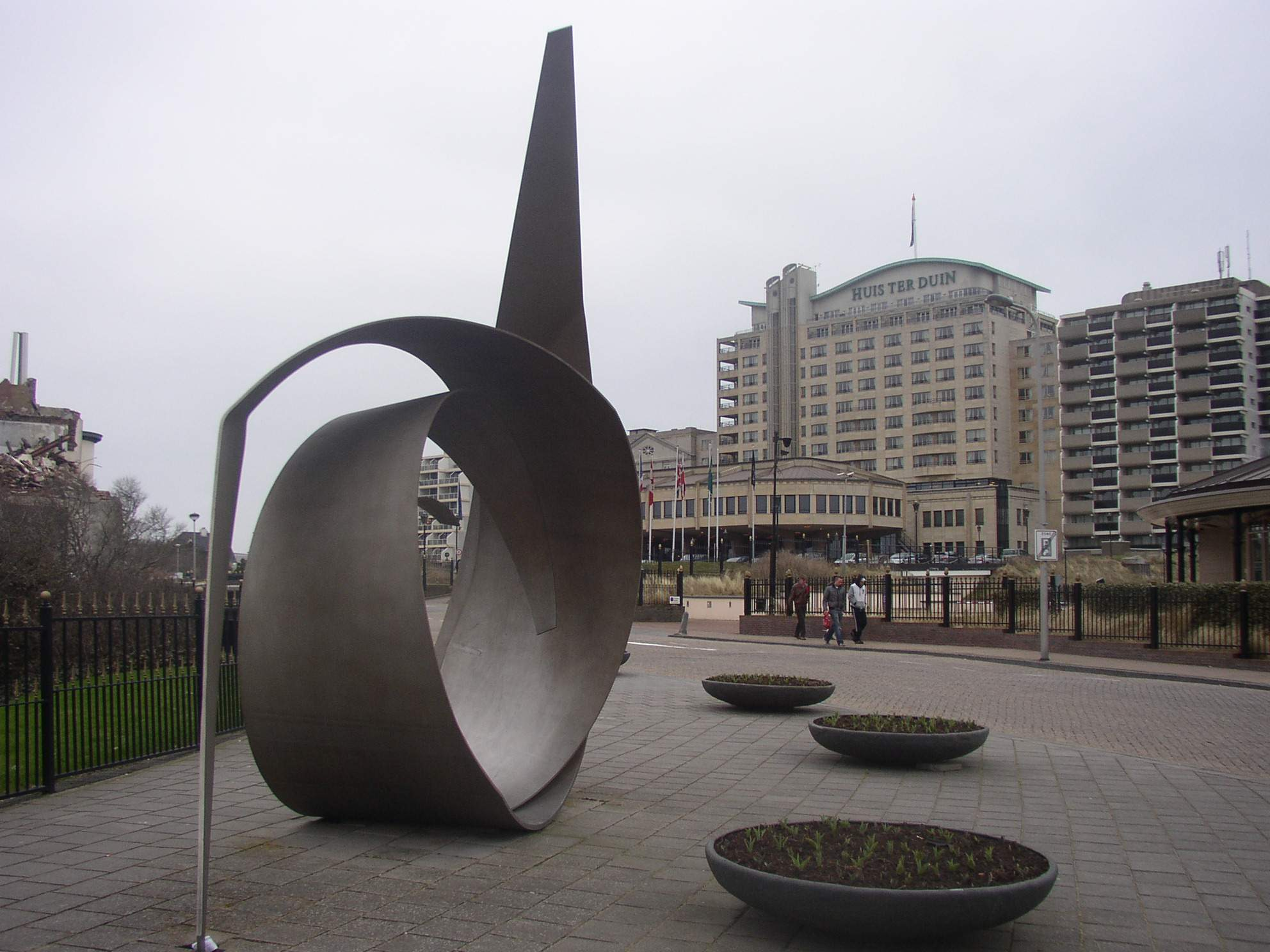
Golf (1989), Noordwijk
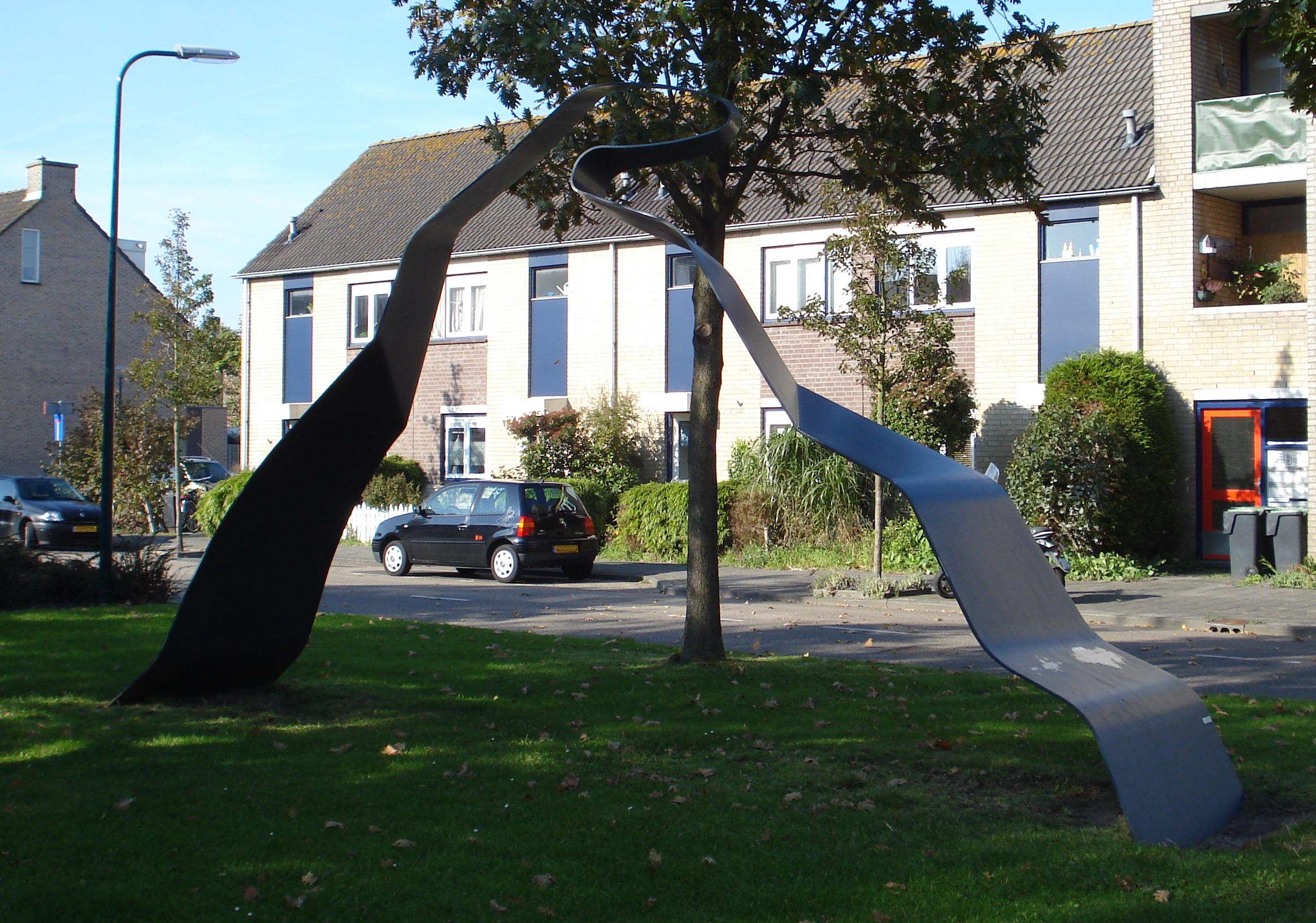
Muzieklint (1990), Oegstgeest
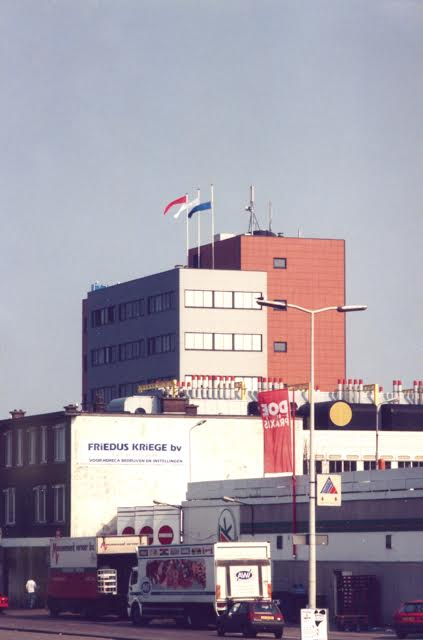
Gedetermineerde vlag (1994), Den Haag
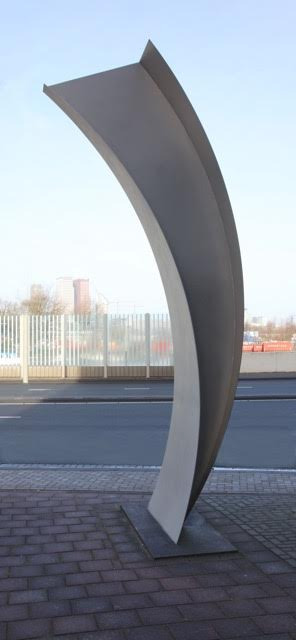
Torso (1994), Den Haag
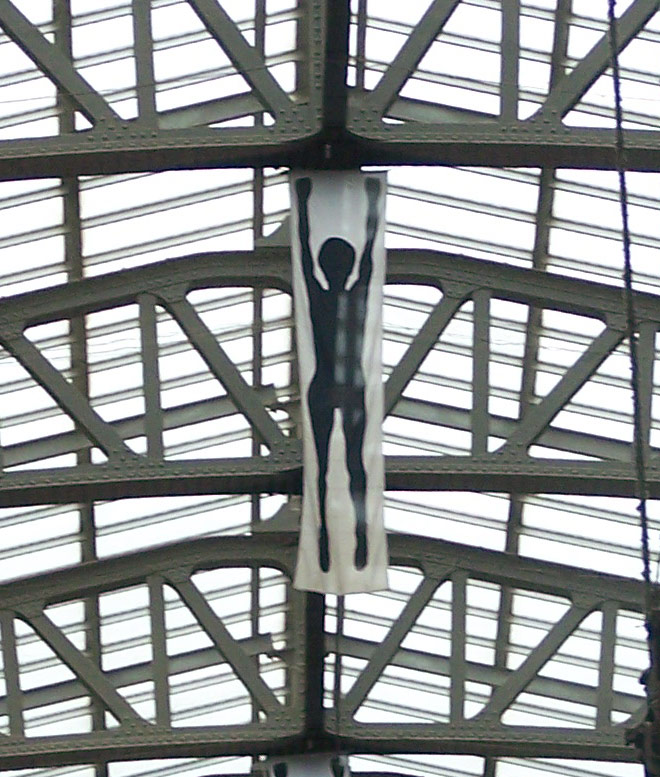
1:1 (2000), Amsterdam
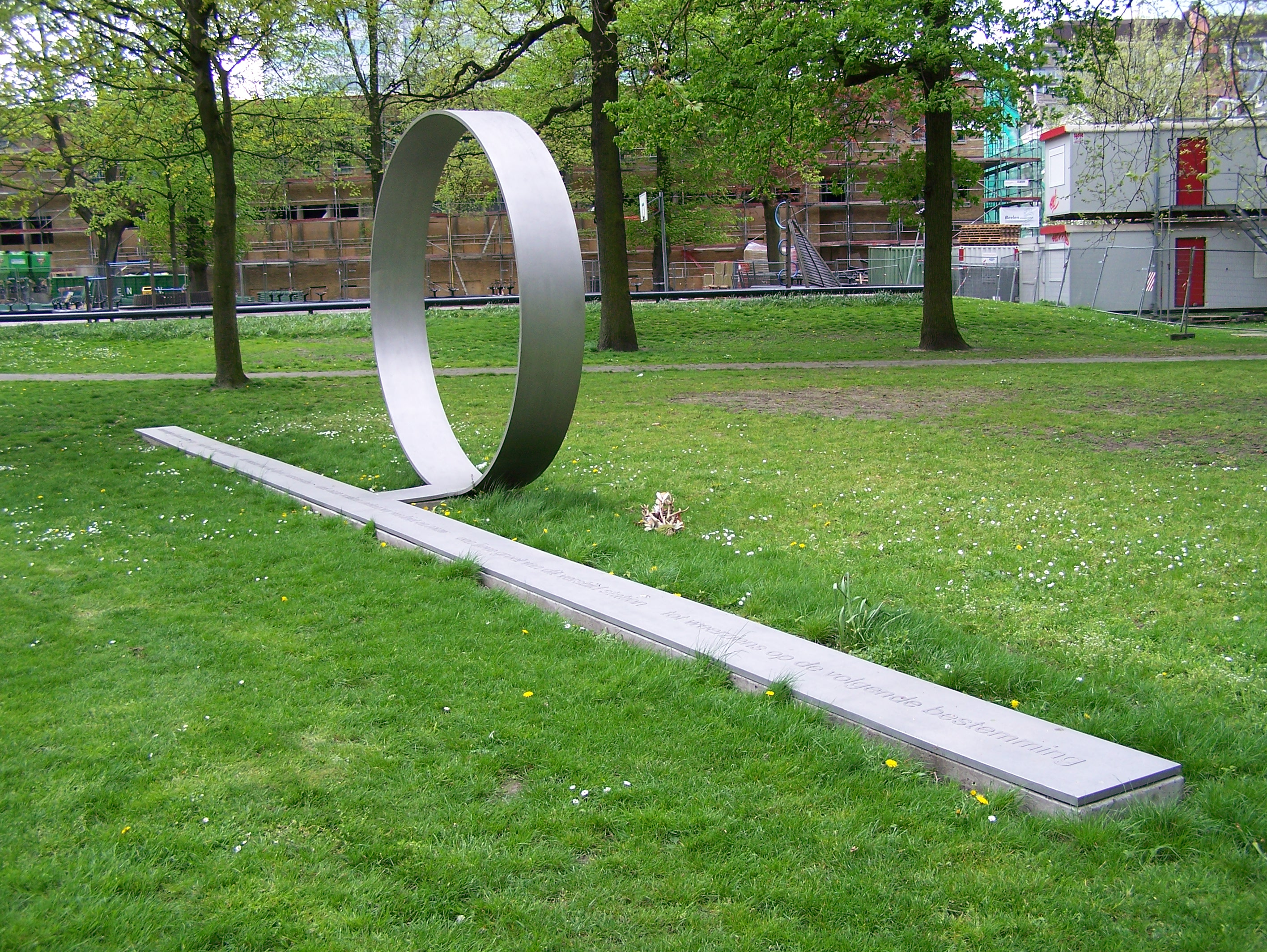
Landelijk Monument Spoorwegongevallen (2004), Utrecht